# Жива(II) бромид
Жива(II) бромид је неоргански метални бромид који се забележава формулом . Као жива(II) хлорид изузетно је отрован.
Ово једињење припремамо када Калијум бромид додамо раствору живиних соли и то кристализирамо. Такође се може добити мешањем жива(II) нитрата и натријум бромида или растварања жива(II) оксида у бромоводоничној киселини.

## Реакције
Жива(II) бромид се користи као реагент у Конигс–Норовој реакцији, којом се формира гликозидна веза на угљеним хидратима.
Он се такође користи за тестирање присуства арсеника.
Арсеник у узорку се прво конвертује у гас арсин третманом са водоником. Арсин реагује са жива(II) бромидом:
Бели жива(II) бромид прелази у жути, смеђи или црни, ако је арсеник присутан у узорку.
Жива(II) бромид бурно реагује са елементарним индијумом на високим температура
и, кад је изложен калијуму, може да формира на шок сензитивне експлозивне смеше.